# ジャン＝ルック・デュプレッシー
ジャン＝ルック・デュプレッシー(Jean-Luc du Plessis、1994年5月7日 - ）は、ユナイテッド・ラグビー・チャンピオンシップ、ストーマーズに所属するラグビー選手。

## プロフィール
- 南アフリカ・ケープタウン出身。
- ポジションはスタンドオフ(SO)、フルバック(FB)。
- 身長 179cm、体重 87kg
- U20南アフリカ代表に選ばれたことがある[1]。
- 父のカレルは元ラグビー選手(元スプリングボクス)[2]。

## 略歴
シャークス、ウェスタン・プロヴィンス、ストーマーズを経て、2020年、Honda Heat(現・三重ホンダヒート)に加入。
2022年、ストーマーズに復帰。